# Răchiteni
Răchiteni – wieś w Rumunii, w okręgu Jassy, w gminie Răchiteni. W 2011 roku liczyła 1742 mieszkańców.